# Dana Borisova
Dana Aleksandrovna Borisova (en russe : Дана Александровна Борисова) née le 13 juin 1976 à Mozyr, en Biélorussie, est une actrice, journaliste présentatrice à la télévision et radio russe. L’une des femmes les plus connues dans la sphère médiatique des pays d’ex URSS. Elle a reçu une charte d’honneur de la part du ministre de la défense russe pour sa participation dans la promotion de l’armée russe.

## Biographie
Née à Mozyr, sa famille déménage rapidement à Norilsk. Le père de Dana pendant longtemps était employé dans la police russe et sa mère travaillait en tant qu’infirmière. Elle a une sœur née en 1979. Quand elle est adolescente, Dana Borisova remporte un concours pour les études de télévision, radio et journalisme ; c’est ainsi que sa carrière débute.

## Carrière
À 16 ans, Dana Borisova est invitée pour présenter l'émission de télévision pour les jeunes Le zèbre, plus tard elle devient alors la présentatrice d’une autre émission qui s’appelait à l'époque Veuillez accepter les félicitations. Dana étant acceptée à l’université la plus réputée de Moscou, l'université d'État Lomonossov de Moscou, a pourtant du mal à gérer les études et le travail. Plus tard, Dana Borisova est présentatrice à la radio de l'émission Le magazine de l’armée. Elle est la première femme russe d’ex-URSS qui était invitée pour poser pour le fameux magazine Playboy.
- 2002 - Est reconnue comme la femme la plus connue sur internet russe
- 2003 - La présentatrice de télé-réalité ‘‘Koh lanta’’ en Russie
- 2004 - La présentatrice de ‘‘Koh lanta 5 super jeu’’
- 2005 - La présentatrice de l'émission ‘’La principe de domino’’
- 2006 - Début dans le cinéma
- 2007 - Présentatrice de l'émission télé matinale ‘‘Bon jour!’’
- 2012 - 2013 Présentatrice de l'émission sur une chaine télé business
- 2013 - Participe à une télé réalité sportive russe